# Arthur Kolnik
Pour les articles homonymes, voir Kolnik.
Arthur Kolnik est un peintre polonais né le 4 mai 1890 à Stanislau en Autriche-Hongrie (aujourd'hui Ivano-Frankivsk en Ukraine), mort le 6 juin 1971 à Paris, ami de Reuven Rubin et du poète Itsik Manguer.

## Biographie
Artur Kolnik est le fils de Joseph Kolnik et Regina Mosberg.
Il épouse Tiléa Stern et vit dans son domicile parisien de la Rue de la Glacière.
Il est mort à l'Hôpital Rothschild à l'âge de 81 ans.

## Œuvres
- New York, Jewish museum, Portrait de Itzig Manger.